# Grammomys aridulus
Grammomys aridulus — вид гризунів родини мишевих (Muridae). Зустрічається тільки в Судані. Його природне середовище проживання — субтропічні або тропічні сухі чагарники.

## Морфологічна характеристика
Дрібний гризун із довжиною голови й тулуба від 110 до 116 мм, довжиною хвоста від 181 до 188 мм, довжиною стопи від 23 до 24 мм, довжиною вух 18 мм і вагою до 46 грамів. Верх блідо-вохристий, з темно-бурими прожилками, з боків і на спині яскравіше і світліше. Голова і потилиця більш тьмяні і сіруваті. Під кожним вухом є невелика біла цятка. Нижня частина тіла кремового кольору. Лінія поділу по боках чітка. Вуха яскраво-палевого кольору. Хвіст значно довший за голову й тулуб, зверху чорно-бурий, знизу білуватий.

## Поведінка
Це деревний і нічний вид.